# 錫特基夫齊

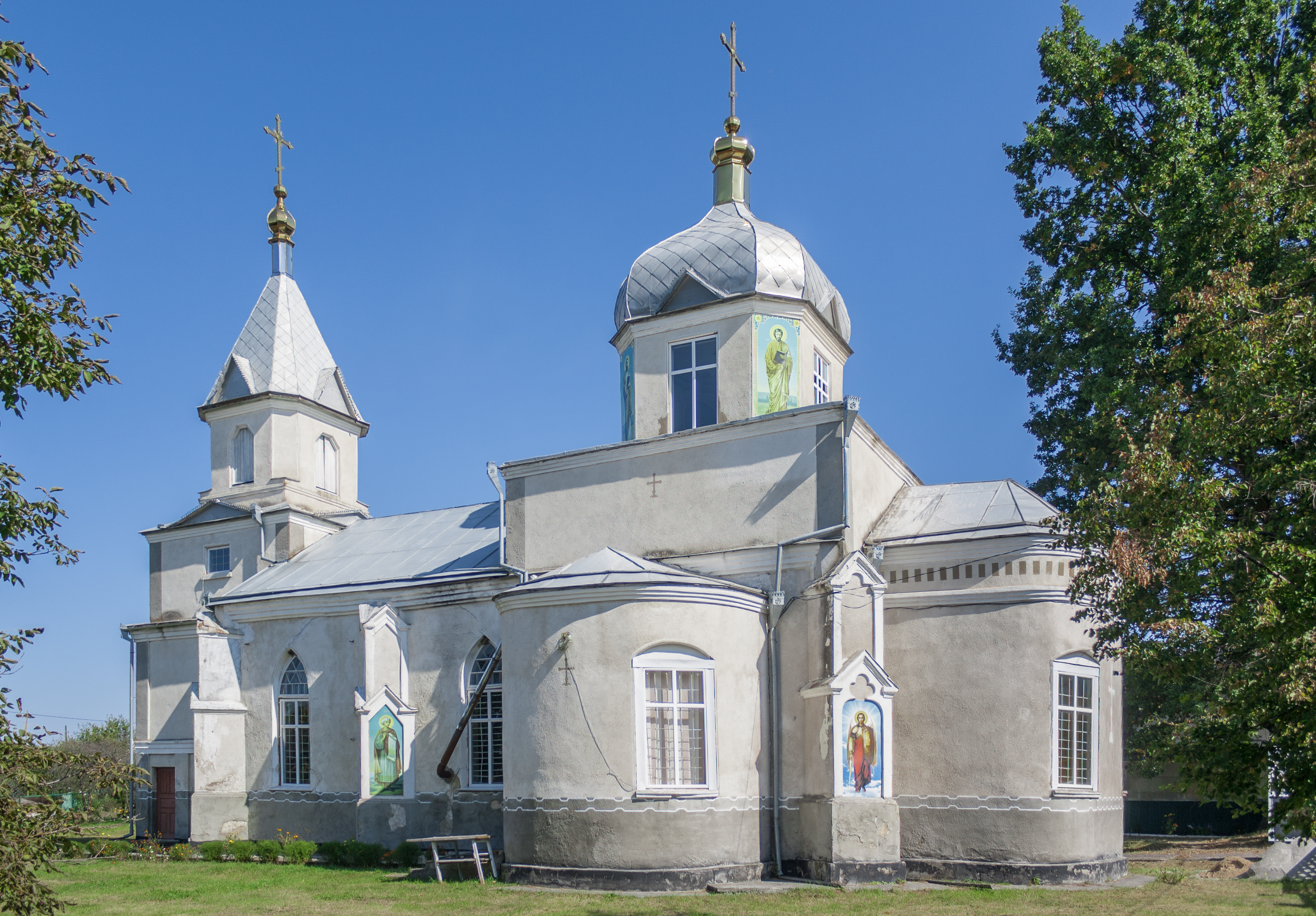
教堂

锡特基夫齊（烏克蘭語：Ситківці），又按俄语名译为锡特科夫齐，是烏克蘭西南部文尼察州海辛區赖霍罗德市镇内的市級鎮。處於文尼察以南80公里，面積12平方公里，海拔高度221米，2011年人口2,398，人口密度每平方公里199.8人。